# Berger, Norge
Berger är en tätort i Drammens kommun i Buskerud fylke i sydöstra Norge. En mindre del av orten ligger i Holmestrands kommun i Vestfold fylke. Orten ligger vid fylkesväg 319, på västra sidan av Drammensfjorden. Här finns Bergers kyrka.
Orten har tidigare tillhört dåvarande Strømms kommun respektive Svelviks kommun i Vestfold fylke.

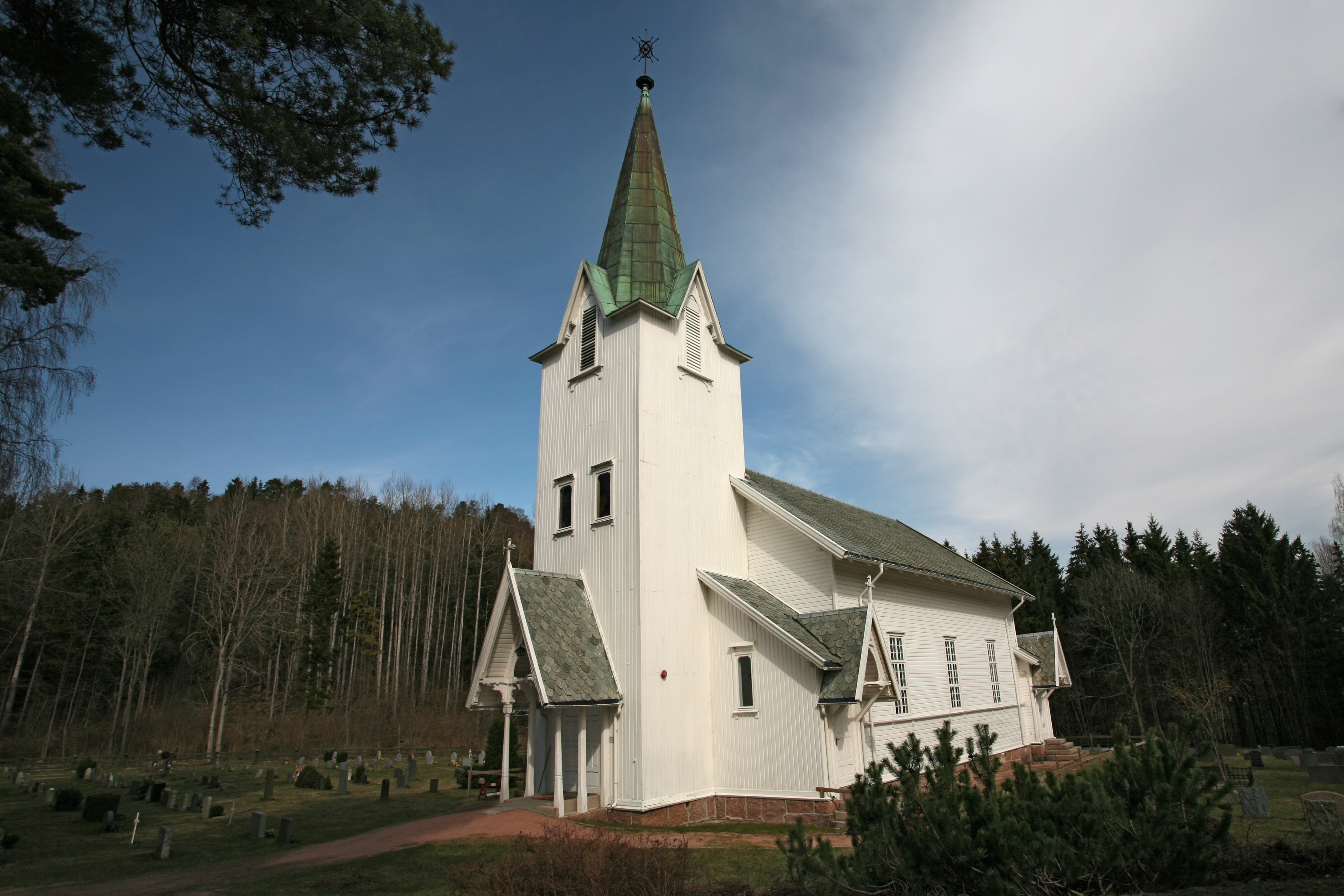
Bergers kyrka.